# アフリキヤ航空209便ハイジャック事件
アフリキヤ航空209便ハイジャック事件は、2016年12月23日にマルタで発生したハイジャック事件である。
セブハ空港からミティガ国際空港へ向かっていたアフリキヤ航空209便（エアバスA320-214）がマルタ国際空港へ強制的に着陸させられた。2人のハイジャック犯は乗客109人と乗員7人を人質にしたが、最終的に全員を解放し降伏した。

## 当該機
当該機のエアバスA320-214（5A-ONB）は2007年に製造番号3236として製造され、同年8月29日に初飛行を行っていた。

## 事件の経緯
209便は現地時間8時10分にセブハ空港を離陸し、ミティガ国際空港へは9時20分に到着する予定だった。同機には乗員7人、乗客111人が搭乗していた。マルタの国営テレビによれば2人のハイジャック犯が手榴弾で機体を爆破すると脅迫した。彼らは「親カダフィ派」であり、要求が受け入れられた場合、乗客を全員解放すると宣言した。パイロットはリビアへの着陸を行おうとしたが、ハイジャック犯はこれを拒否した。209便はマルタへの着陸を余儀なくされ、11時32分にマルタ国際空港の滑走路31へ着陸した。
交渉チームが配置され、機体はマルタ軍によって包囲された。マルタ軍によって包囲された後もエンジンは動作したままだった。ハイジャック犯はカダフィ政権下時代のリビア国旗に似た緑の大きな旗を掲げ、その後機内へ戻った。13時50分ごろ、交渉によって25人の乗客が最初に解放され、ハイジャック犯は搭乗者全員を解放した後に当局へ降伏した。ハイジャック犯の使用していた武器はレプリカだったと後に判明した。

## 事件後
2020年12月2日、ハイジャック犯に対して懲役25年と9,900ユーロの罰金が言い渡された。

## 映画
事件が起きた日、マルタ国際空港ではエンテベ空港奇襲作戦を取り扱った映画、エンテベ空港の7日間の撮影が行われていた。この事件によって空港内での撮影が一時的に中断された。